# روجر هودت
روجر هودت (بالفرنسية: Roger Houdet)‏ هو مهندس وسياسي فرنسي، ولد في 14 يونيو 1899 في أنجيه في فرنسا، وتوفي في 25 أغسطس 1987. حزبياً، نشط في National Centre of Social Republicans ‏.

## مناصب
- انتخب وزير الزراعة (18 يونيو 1954 – 7 فبراير 1955).
- انتخب وزير الزراعة (16 يناير 1954 – 12 يونيو 1954).
- انتخب وزير الزراعة (18 يونيو 1953 – 16 يناير 1954).
- انتخب وزير الزراعة (9 يونيو 1958 – 8 يناير 1959).
- انتخب وزير الزراعة (8 يناير 1959 – 28 مايو 1959).
- انتخب عضو مجلس الشيوخ في الجمهورية الرابعة.
- انتخب عضو مجلس الشيوخ من المجتمع.
- انتخب عضو مجلس الشيوخ الفرنسي.
- انتخب رئيس بلدية [الإنجليزية]‏.